# Dworek na Woli Siennieńskiej w Krzyżanówce

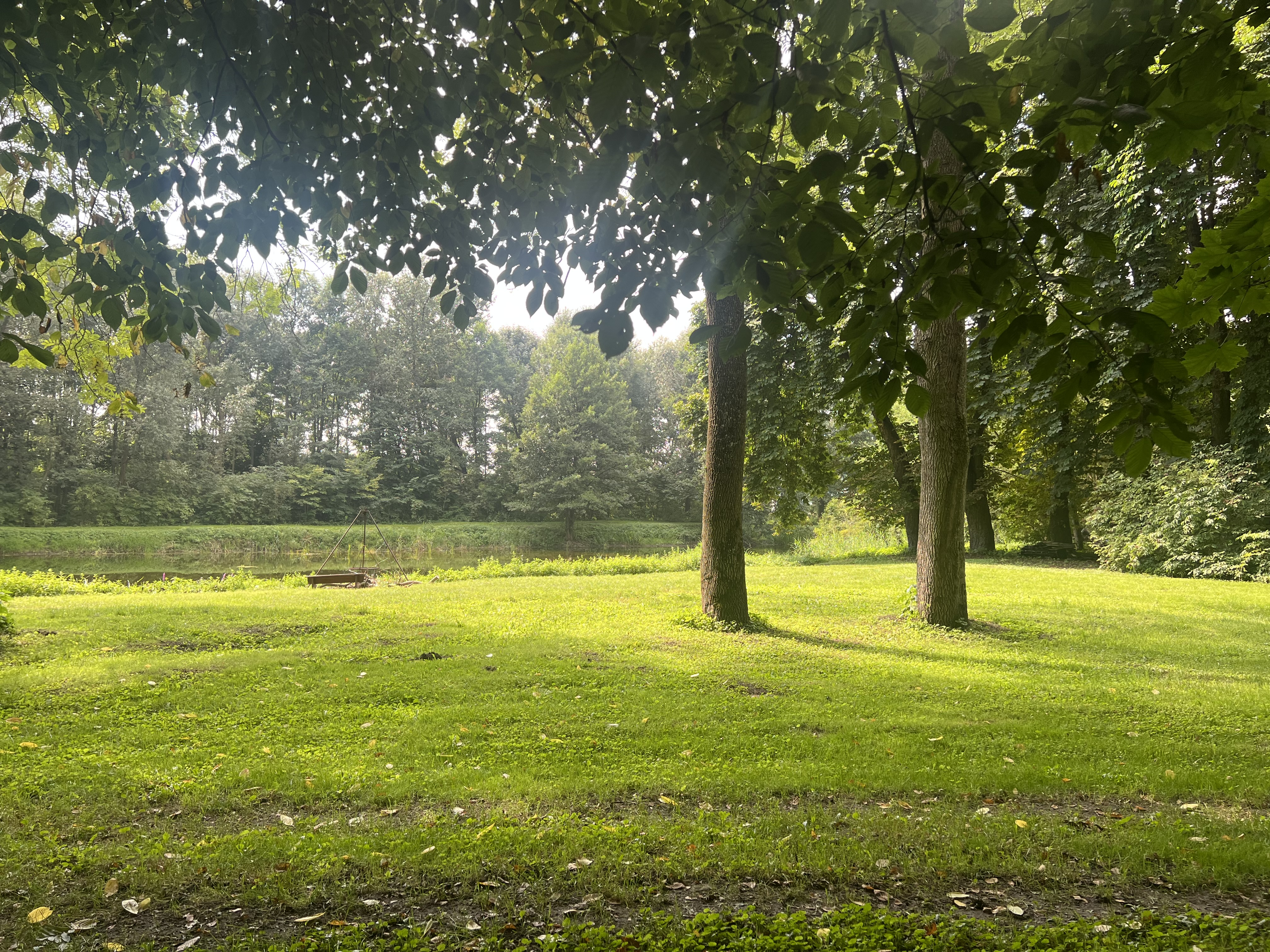
Park w Siennieńskiej Woli

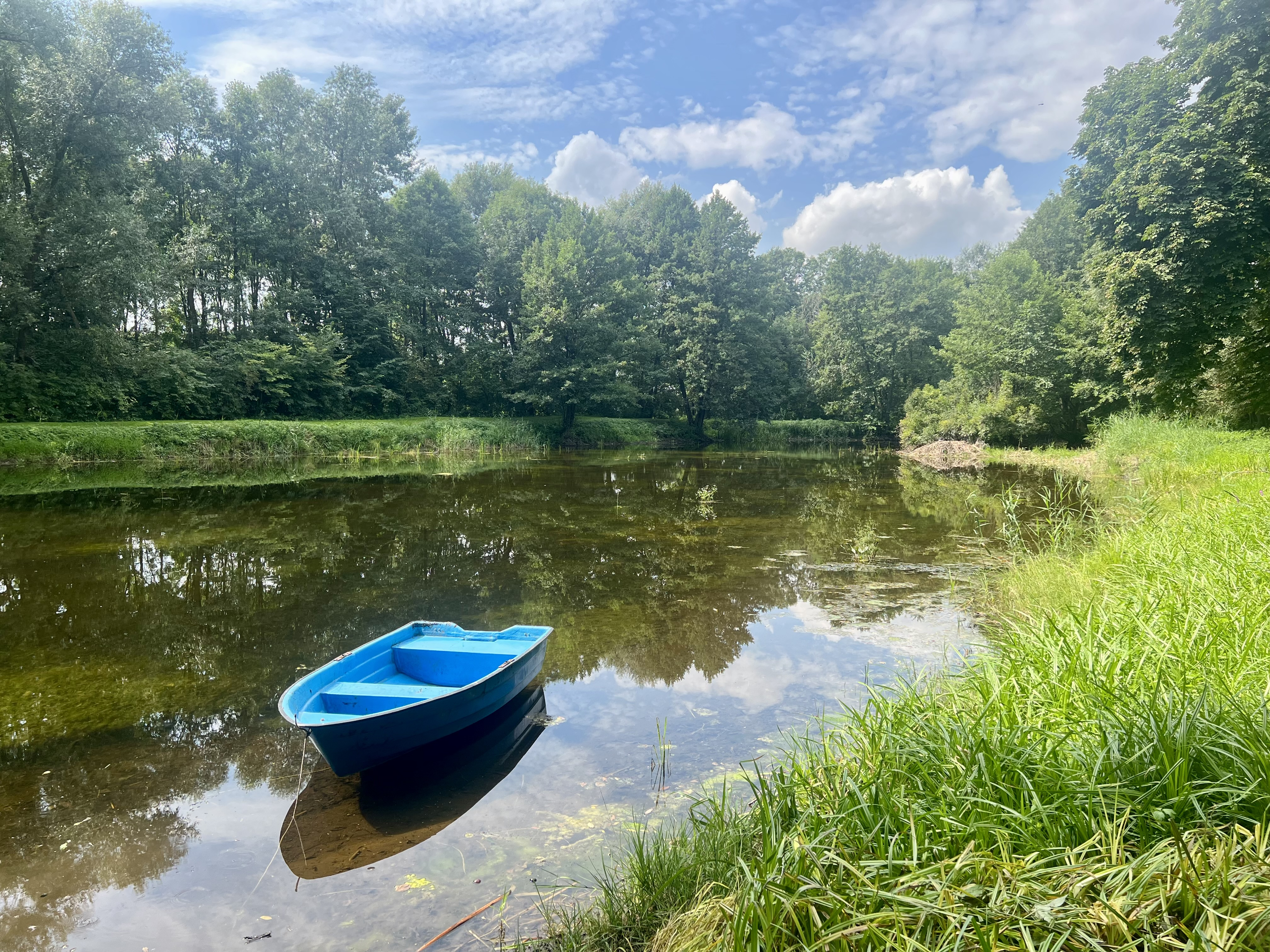
Jezioro na terenie parku

Dworek na Siennieńskiej Woli w Krzyżanówce – klasycystyczny dwór wzniesiony prawdopodobnie w pierwszej połowie XIX wieku mieszczący się w gminie Sienno, w powiecie lipskim. 
Parterowy budynek nakryty dachem naczółkowym z centralnym portykiem doryckim, zwieńczonym trójkątnym tympanonem. Dworek został rozbudowany w II poł. XIX w. o dwukondygnacyjne skrzydło północne i wieżę nawiązując do typu willi włoskich z wieżą belwederem posiadającą tralkowy balkon od wschodu. Elewacje artykułowane są jedynie narożnymi lizenami. Wnętrze dwutraktowe z symetrycznym układem trójosiowym od południa i asymetrycznym od północy. Dworek otoczony jest parkiem o typie krajobrazowym założonym w XIX wieku. Drzewostan jest różnorodny, składa się głównie z dębów, jesionów, olch, lip, brzóz i klonów. Dwór otoczony jest stawami, z których większy znajduje się od wschodu, mniejszy zaś od południa.

## Historia
Krzyżanówka (dawniej Siennieńska Wola) istniała w XV wieku jako wieś dzierżawna powiązana z Siennem i jego właścicielami. W 1576 roku była własnością Kaspra Siennickiego. W XVI dzierżawcami Woli Siennieńskiej byli kolejno Stanisław Okólski i Eustachiusz Krzyżanowski. Od nazwiska Krzyżanowskiego wzięła się obecna nazwa miejscowości – Krzyżanówka. W XVII wieku Siennieńska Wola należała do rodziny Małachowskich. W 1783 roku jej właścicielem był Piotr Małachowski, wojewoda krakowski. Dworek został zbudowany najprawdopodobniej przez rodzinę Małachowskich w I połowie XIX wieku.
W drugiej połowie XIX wieku dwór stał się własnością Antoniego Herniczka, który po swojej śmierci zostawił 600-hektarowy majątek Siennieńska Wola swojej czwartej żonie Izabeli. Izabela przekazała Wolę Siennieńską Janowi Jasieńskiemu po jego ślubie z Wandą, córką kobiety z pierwszego małżeństwa z Jakubem Zdziarskim. Podczas gdy Jan Jasieński zarządzał Siennieńska Wolą, ta prężnie się rozwijała. Rocznik przemysłu i handlu Królestwa Polskiego z lata 1910–1913 wskazuje, że na tym terenie w tamtym czasie znajdowała się gorzelnia.
W 1915 Michał Jasieński, syn Jana, ożenił się z Zofią z Herniczków i od tamtej pory był gospodarzem  Siennieńskiej Woli. Majątek zniszczony przez Niemców w wyniku rabunków i działań w I wojnie światowej, został odbudowany i unowocześniony. Sprowadzono nowe maszyny i urządzenia m.in. do gorzelni. Michał Jasieński czynnie uczestniczył w życiu lokalnej społeczności. Posiadał ponadto pasję artystyczną: malował obrazy, projektował meble artystyczne, kreślił plany kilku budynków gospodarczych. Wraz z żoną miał 3 synów, którzy od początku II wojny światowej zaangażowani byli w walkę o niepodległość kraju. Dwaj starsi: Włodzimierz (1915–1993), inż. kpt. w I Dywizji Pancernej generała Maczka i Zdzisław (1919–1945), podchorąży wojsk inżynieryjnych walczyli na Zachodzie. Najmłodszy Andrzej (1922–1943) porucznik Armii Krajowej, pseudonim Domrad, zginął w Warszawie. Po II wojnie światowej władze komunistyczne odebrały Michałowi Jasieńskiemu majątek podczas reformy rolnej, a ten zamieszkał u swojego przyjaciela, miejscowego proboszcza księdza Zdziebłowskiego.
Komunistyczne władze utworzyły w dworku Urząd Gminy oraz Izbę Porodową, a obok niego Spółdzielnię Kółek Rolniczych. Porodówka zajmowała połowę dolnej części budynku, pracowały w niej trzy salowe i jedna położna. Każdego miesiąca rodziło się tam około 15 dzieci. Kiedy w latach 70. zlikwidowano w dworku Urząd Gminy, budynek służył jako mieszkania komunalne. Budynek uległ dewastacji. Tynk odpadł, zawalił się dach, a okna, drzwi i drewniany parkiet zostały skradzione. W 1985 roku Rada Gminy w Siennie podjęła decyzję o sprzedaży całej posiadłości wraz ze stawami i gruntami. Nową właścicielką stała się Marianna Skowron, która powzięła się renowacji dworku.

## Obecnie
Obecnie w dworku istnieje gospodarstwo agroturystyczne. Dodatkowo posiadłość służy jako miejsce organizacji wydarzeń ważnych dla lokalnej społeczności. Zaliczają się do nich coroczne obchody „przedlata” zorganizowane przez powiatowy zarząd PSL w Lipsku, Koło Gospodyń Wiejskich w Rzeczniówku oraz Stowarzyszenie „Razem” z Kochanówki – Krzyżanówki. Podczas uroczystości, uczniowie Szkoły Muzycznej I stopnia w Siennie im. Jana Chorosińskiego dają koncerty dla lokalnej społeczności. 